# Fati Jamali
Pour les articles homonymes, voir Jamali.
 (décembre 2023).
La mise en forme du texte ne suit pas les recommandations de Wikipédia : il faut le « wikifier ».
Les points d'amélioration suivants sont les cas les plus fréquents. Le détail des points à revoir est peut-être précisé sur la page de discussion.
- Les titres sont pré-formatés par le logiciel. Ils ne sont ni en capitales, ni en gras.
- Le texte ne doit pas être écrit en capitales (les noms de famille non plus), ni en gras, ni en italique, ni en « petit »…
- Le gras n'est utilisé que pour surligner le titre de l'article dans l'introduction, une seule fois.
- L'italique est rarement utilisé : mots en langue étrangère, titres d'œuvres, noms de bateaux, etc.
- Les citations ne sont pas en italique mais en corps de texte normal. Elles sont entourées par des guillemets français : « et ».
- Les listes à puces sont à éviter, des paragraphes rédigés étant largement préférés. Les tableaux sont à réserver à la présentation de données structurées (résultats, etc.).
- Les appels de note de bas de page (petits chiffres en exposant, introduits par l'outil «  Source ») sont à placer entre la fin de phrase et le point final[comme ça].
- Les liens internes (vers d'autres articles de Wikipédia) sont à choisir avec parcimonie. Créez des liens vers des articles approfondissant le sujet. Les termes génériques sans rapport avec le sujet sont à éviter, ainsi que les répétitions de liens vers un même terme.
- Les liens externes sont à placer uniquement dans une section « Liens externes », à la fin de l'article. Ces liens sont à choisir avec parcimonie suivant les règles définies. Si un lien sert de source à l'article, son insertion dans le texte est à faire par les notes de bas de page.
- La présentation des références doit suivre les conventions bibliographiques. Il est recommandé d'utiliser les modèles {{Ouvrage}}, {{Chapitre}}, {{Article}}, {{Lien web}} et/ou {{Bibliographie}}. Le mode d'édition visuel peut mettre en forme automatiquement les références.
- Insérer une infobox (cadre d'informations à droite) n'est pas obligatoire pour parachever la mise en page.

Pour une aide détaillée, merci de consulter Aide:Wikification.
Si vous pensez que ces points ont été résolus, vous pouvez retirer ce bandeau et améliorer la mise en forme d'un autre article.
Fati Jamali, née le 14 novembre 1988 à Casablanca (Maroc, est une actrice, chanteuse et présentatrice de télévision marocaine  connue sous le nom de Miss Arab Beauty 2014.

## Carrière d’actrice

### Cinéma
| Année | titre       | directeur    |
| ----- | ----------- | ------------ |
| 2018  | Adi demande | Eyup Dirlik  |
| 2019  | Les égarés  | Dit Khallaf  |
| 2020  | 30 Millions | Rabii Chajid |

2024.   Li w9e3 f Marrakech  yeb9a f Marrakech    Said Khalaf  
2024    9elb 6/9                       Med Ali Laaouini 

### Télévision
| Année     | Titre              | Remarques                         |
| --------- | ------------------ | --------------------------------- |
| 2014-2015 | Mille et une nuits | Série fantastique : 60 épisodes   |
| 2016      | Hyati              | Série dramatique : 30 épisodes    |
| 2018      | Qoloob Taeha       | Série dramatique : 30 épisodes    |
| 2019      | Domoué Warda       | Série dramatique 30 épisodes      |
| 2019      | Wlad Lahlal        | Série dramatique : 9 épisodes     |
| 2019-2021 | Al Madi La Yamout  | Série dramatique : 60 épisodes    |
| 2020      | Souhlifa 2         | Séries comiques : 30 épisodes     |
| 2021      | Al Boyot Asrar     | Série dramatique : 30 épisodes    |
| 2022      | Awlad Al Darb      | Série dramatique : 30 épisodes    |
| 2023      | Rue de la Casa     | Mini-série de Shahid : 8 épisodes |

2015       Sultane moulay Ismail  série 4 épisodes 
2021      Ser 9dim                          Série 30 épisodes 
2022 moul lemlih                         Série 30 épisodes 
2022 flouka                                   Série 30 épisodes 
2016 # code                                  Série 30 épisodes

## Discographie

### Singles
- Ghalta Kbira
- Afwan
- Je l'aime à mourir (version marocaine)
- Muhur (avec Atif Zinachi)
- Tab Tab
- Kid Nsa
- Louhini Ya Laryah ft Bassou (thème de la série A Comedy)

## Présentatrice TV
| Année | Titre                  |
| ----- | ---------------------- |
| 2016  | Ramez joue avec le feu |
| 2023  | Fasil Wa Nowasil       |

## Divers

### Polémique autour de Ziyech
Le lundi 4 décembre 2023, via une publication sur le réseau Instagram, Fati Jamali présente publiquement son mécontentement envers le footballeur Hakim Ziyech, à la suite d'un incident qui s'est déroulé dans un centre commercial de Dubaï. Dans cette publication sous forme de vidéo, elle décrit une rencontre avec Ziyech qui aurait été teintée d'arrogance, conduisant à un échange d'insultes entre les deux personnalités marocaines,,.
L'incident aurait eu lieu au Dubai Mall, où Fati Jamali aurait croisé Hakim Ziyech. Elle décrit l'attitude du joueur de Galatasaray comme étant particulièrement nonchalante, affirmant qu'elle lui aurait simplement dit "hi" (salut en anglais), à quoi Ziyech aurait répondu par un regard méprisant. Fati Jamali aurait également témoigné d'un autre incident où un compatriote marocain aurait approché Ziyech, seulement pour être réprimandé par ce dernier.
Choquée par ces interactions, Fati Jamali a décidé de confronter Hakim Ziyech une deuxième fois, cette fois-ci à l'entrée de son hôtel. Elle lui aurait dit "it's not nice" (ce n'est pas sympa), à quoi Ziyech aurait répondu par un "f*ck you". Une série d'insultes aurait ensuite été échangée entre les deux personnalités, alimentant ainsi le différend,.
Dans son récit partagé sur les réseaux sociaux le lundi 4 décembre, Fati Jamali exprime son désarroi face à l'événement, soulignant la contradiction entre l'image publique de Ziyech à la télévision et sa réalité personnelle. Elle ajoute que malgré son admiration antérieure pour le footballeur, elle ressent désormais du mépris à son égard. Cet incident a rapidement pris de l'ampleur sur les réseaux sociaux, générant des réactions diverses de la part des fans et des observateurs,,. Certains ont exprimé leur soutien envers Fati Jamali, critiquant le comportement présumé de Hakim Ziyech, tandis que d'autres ont défendu le footballeur, suggérant que l'histoire pourrait avoir deux côtés.
Plus tard, sur Instagram, Hakim Ziyech publie une vidéo sur sa story qui laisse présager une réponse indirecte envers l'actrice, à l'aide d'une courte vidéo de Deion Sanders où il dit : « Regardez-moi, qu'est-ce qui pourrait vous faire penser que je me soucie de votre opinion à mon sujet? Votre avis sur moi ne correspond pas à la vision que j'ai de moi-même. Vous ne m'avez pas créé, donc vous ne pouvez pas me briser. Vous n'avez pas contribué à mon édification, donc vous ne pouvez pas me détruire. »,.